# Micromyrtus monotaxis
Micromyrtus monotaxis là một loài thực vật có hoa trong Họ Đào kim nương. Loài này được Rye mô tả khoa học đầu tiên năm 2002.